# Cumbia venezolana
La cumbia venezolana surge de la adaptación y fusión de la cumbia colombiana. Sus variantes son muchas, como ocurre en otros países donde se cultiva la cumbia, interpretadas con diversos conjuntos, desde los pequeños grupos que incluyen órgano electrónico o arpa llanera, hasta big bands.

## Orígenes
La Billo's Caracas Boys, fundada por Billo Frómeta, se asienta en Venezuela con todo un conocimiento de la música tropical antillana del norte del continente siendo un experto en el merengue. Cuando comienza a grabar en Venezuela lo hace en principio con ritmos musicales como merengue, guaracha y son montuno, además de boleros, muy populares en la época. Luego, incluiría en su repertorio musical a la cumbia colombiana que se estaba consolidando en el continente. Así pues la orquesta de Billo Frómeta con una dotación de aires de metal que interpretaba música afroantillana y en particular merengue interpretó cumbia combinada con merengue, esta mezcla dio una especie de cumbión tropical, una vertiente parecida a la cumbia mexicana, pero sin relación alguna una con otra. Esta vertiente de cumbia-merengue tropical, bailable y "movida" creada en Venezuela igual que las tendencias de la época, incluyen el güiro en su música tal como lo harían inmediatamente Hugo Blanco y Mario Carniello, evolucionaría y se convertiría en parte del sello tropical de las orquestas venezonalas que se volverían populares en el continente a lo largo de los años 1970 y 1980.
Al ser introducida en Colombia se le llamó "chucu-chucu", difería claramente de lo hecho en Colombia y ese país bautizó al estilo venezolano con ese nombre, "chucu-chucu". Está emparentada sonóricamente en estilo y tiene rasgos similares a la cumbia tropical de México. Sin embargo, sus orígenes son distintos. Las orquestas venezolanas interpretaron en su mayoría merengues con cumbiones (ritmo más rápido de la cumbia) e incluyeron una dotación más amplia de metales, como los saxofones barítonos por ejemplo, que se usaban en el Swing popular de la época, de hecho en las grabaciones colombianas, peruanas de cumbia se escucha reiteradamente una frase popular "y con mucho swing", derivada de esa herencia de aires de metal del Swing que le imponen ritmo a una cumbia o cumbión. Estos saxos bajos y aires de metal característicos de la cumbia venezolana de los 60's se deriva de la formación musical de Billo Frómeta quien se especializaba en el uso de este instrumento además de clarinetes cuando formó parte de Santo Domingo Jazz Band en su país. De ahí que se implantó y formó parte de la cumbia venezolana o "chucu-chucu", su tema más famoso en el continente es sin duda "Pasito Tun Tun" que conjuga en un solo tema todo el bagaje de las orquestas venezolanas. También durante la década de los 60's aparecen en el escenario venezolano e internacional otras orquestas que se impondrían con diversos éxitos en el continente: una de ellas es Super Combo Los Tropicales. La mayor parte de estas agrupaciones fueron parte de los lanzamientos hechos por las más representativas disqueras venezolanas como "Discomoda", "Discos Velvet de Venezuela", "Discos Palacio de la música" entre algunas otras extranjeras con sede en Venezuela como EMI Odeón y RCA Víctor. Sin embargo, no serían las únicas orquestas tropicales de cumbia que aparecerían en la época.

## Etapa intermedia
Hugo Blanco y Mario Carniello fueron los dos músicos venezolanos que le dieron mayor reconocimiento a la cumbia en el país y el extranjero durante la década de los sesenta. Hugo Blanco se caracterizó por utilizar indefectiblemente el arpa llanera en sus composiciones (instrumento esencial en la orquesta del joropo), pero fusionándola con ritmos caribeños, entre ellos, la cumbia. Entre las cumbias de Blanco que alcanzaron el éxito encontramos Cumbia con arpa, El cigarrón, La trasandina o Moliendo café, cuyas combinaciones entre guajira, cumbia y joropo, le dieron un estilo muy particular a lo que podría considerarse como cumbia propiamente venezolana. Por su parte, Mario Carniello, un inmigrante italiano establecido en Venezuela, se interesó en hacer música tropical, introduciendo en su interpretación un instrumento muy popular para la época como fue el órgano electrónico, convirtiéndolo en protagonista de la música tropical y la cumbia en el continente hacia 1965. En esa época la discográfica Palacio de la Música lo lleva al estrellato al lanzar su primer larga duración titulado El fabulosos, Mario y sus Diamantes, que incluye su éxito El cable, combinación de guaracha y cumbia, uno de los más conocidos de la música tropical. El órgano comienza así a volverse popular en la cumbia de diversos países, surgiendo varios grupos musicales que asimilan el estilo venezolano, como Juaneco y su Combo en Perú, o Los Sonoros en México.

## Años setenta en adelante
Durante la década de los setenta del siglo XX, llegan a posicionarse agrupaciones y cantantes que convertirían a Venezuela en uno de los principales países latinoamericanos que impulsan la cumbia, utilizando el estilo de  bronces y timbales proveniente de México. Uno de ellos es Emir Boscán, cuya orquesta interpretó las primeras cumbias románticas y bailables a ritmo de trompetas. Dos de sus éxitos -Carmenza y Yolanda- se alzaron como temas clásicos de la cumbia internacional, y fueron regrabados en varios países de Sur y Norteamérica. Suerte similar alcanzaron otros temas de la orquesta de Boscán como Cubita la bella , Chica de la boutique, El gavilán pollero y Herencia gitana.
Mención aparte merecen Nelson Henríquez y Pastor López, quienes se constituyeron en figuras clave para la consolidación definitiva de la cumbia venezolana en Latinoamérica. Los cumbiones bailables para big bands creados en Venezuela a principios de los años setenta por orquestas como la Billo's Caracas Boys o Los Melódicos -a las cual se le atribuyen la creación del estilo conocido cumbia-merengue, raspa, o "chucu-chucu" (en Colombia)- fue consolidado por Nelson Henríquez. Pastor López comenzó su carrera en la orquesta de Henríquez, pero fue tal su éxito en Colombia, que terminó siendo considerado uno de los representantes más conspicuos de la cumbia en ese país, al punto de conocerse allí como el "Rey del chucu-chucu". López terminó incluso mudándose a Colombia. La época más exitosa para ambos sería las décadas de los 70 y  80, donde sus grabaciones aparecen en las más importantes disqueras extranjeras. Si bien varios éxitos fueron de compositores venezolanos, los más populares fueron de autoría peruana. Gran parte del repertorio venezolano ha sido también regrabado en el continente por Tulio Enrique León y Luisín Landáez.